# Anthony Anastasio
Anthony Anastasio ( /ˌænəˈsteɪsioʊ/; nacido como  Antonio Anastasio, pronunciación en italiano: /anˈtɔːnjo anasˈtaːzjo/; 24 de febrero de 1906 – 1 de marzo de 1963) fue un mafioso ítalo estadounidense y extorsionador de sindicatos de la familia criminal Gambino que controló los muelles de Brooklyn por más de treinta años. Controló el capítulo local de Brooklyn 1814, y se convirtió en vicepresidente de la International Longshoremen's Association (ILA). Anastasio murió el 1 de marzo de 1963.

## Primeros años
Anastasio nació el 24 de febrero de 1906 en Tropea, Calabria, entonces en el reino de Italia, hijo de Bartolomeo Anastasio y Marianna Polistena. Anastasio tuvo siete hermanos, Raffaele; Frank; Albert; Joseph; Gerardo; Luigi, quien se mudó a Australia; y Salvatore Anastasio; y una hermana Maria.
En 1919, Anastasio, con sus hermanos Joseph, Albert, y Gerardo, llegaron a Nueva York, trabajando en un carguero. Luego de desertar del barco, los hermanos entraron ilegalmente a los Estados Unidos. Los muchachos pronto empezaron a trabajar como estibadores en la orilla de Brooklyn.
Anastasio se casó con Rose Lacqua y tuvieron dos hijas, Louise y Marion. En 1957, Marion se casó con el mafioso de la familia criminal Gambino Anthony Scotto, y Louise se casó con el asociado de la familia criminal Colombo Joseph Cataldo, hermano de Dominick Cataldo.

## El poder
En 1932, Anastasio ganó el control del capítulo local de Brooklyn 1814 de la International Longshoremen's Association y se convirtió en el vicepresidente nacional de la ILA. En 1937, Anastasio obtuvo control de seis capítulos locales de la ILA en la orilla de Brooklyn, sellando su control de toda la infraestructura. Durante los siguientes años, Anastasio ganó millones para las Cinco Familias de Nueva York a través de sobornos, robo de mercancía y pagos de las compañías rivales.
Anastasio siempre vistió trajes elegantes con corbatas blancas y claveles blancos en la solapa, conducía automóviles lujosos y era acompañado por bellas coristas de Broadway, todo lo cual era pagado por la ILA. Cuando Charles "Lucky" Luciano fue encarcelado en Dannemora, los hermanos Anastasio se pusieron nerviosos.
Con la posición de su hermano Albert en Murder, Inc., Anastasio gobernó la orilla de Brooklyn con mano de hierro. Durante este tiempo, mientras ayudaba a establecer a Albert como una fuerza principal en la orilla de Nueva York, el poder de Anthony estaba en su punto más alto. Se decía que podría dañar gravemente el comercio internacional y sabotear buques como medio de intimidación (presumiblemente por órdenes de Anastasio). Él no hacía ningún esfuerzo para esconder que estaba conectado con la Mafia; sólo tenía que decir "mi hermano Albert" para hacer notar su punto. 

## Incendio del Normandie
Luego de que Luciano fuera apresado por proxenetismo, Anastasio supuestamente organizó el sabotaje incendiario del barco de lujo francés SS Normandie. A principios de 1942, unos pocos meses después de que los Estados Unidos entraran en la Segunda Guerra Mundial, los hermanos elaboraron un plan. La armada estadounidense en ese momento estaba concentrada en los peligros de posibles actos de sabotaje contra buques de guerra anclados en los puertos de Brooklyn y Manhatan. Los hermanos hicieron un acuerdo con la Armada para soltar a Luciano y, a cambio, la Mafia garantizaría la seguridad de los muelles en lo que los intereses de la Armada estuvieran involucrados. Para lograr que la Armada se interese, crearon un desastre márítimo: Anastasio había tomado conocimiento que en los últimos meses los agentes de inteligencia naval habían estado inspeccionando la orilla de Brooklyn y Manhattan buscando italianos y alemanes que podrían estar envueltos en un plan para sabotear las naves. Un crucero de lujo francés, el SS Normandie, había sido convertido en un transporte de tropas y estaba anclado en un muelle del río Hudson. Anthony y su hermano Albert decidieron sabotear el Normandie. El incendio que se inició en la tarde del 9 de febrero de 1942 se convirtió en uno de los más espectaculares de la historia de Nueva York. Durante varias horas, el Normandie ardió hasta que finalmente se derrumbó sobre el muelle. La destrucción de la nave apuró a la Armada para acercarse a la Mafia. La Armada logró una garantía de que no habría sabotajes a sus barcos en el puerto de Nueva York. Como recompensa por su "apoyo patriótico", Charles Luciano fue transferido de la prisión de máxima seguridad de Dannemora a la prisión de Great Meadow, una prisión de mínima seguridad.
Una investigación federal luego del hundimiento, en conflicto con lo explicado por los mafiosos, concluyó que el sabotaje no fue un factor.

## Últimos años
Luego del asesinato de Albert Anastasia el 25 de octubre de 1957, la influencia de Anthony Anastasio empezó a desvanecerse. Sin embargo, el nuevo jefe Carlo Gambino permitió a Anastasio mantener el control de los muelles de Brooklyn hasta su muerte. En 1962, Anastasio empezó a sospechar que Vito Genovese (el principal sospechoso del asesinato de su hermano) quería matarlo y decidió reunirse con agentes del FBI. Mientras discutía sobre Gambino, Peter DeFeo, y Thomas Eboli con los agentes, Anastasio reflexionó sobre su fallecido hermano: "Yo comí de la misma mesa que Albert y vine del mismo vientre pero sé que él mató muchos hombres y merecía morir".
El 1 de marzo de 1963, Anastasio murió de un ataque cardiaco en el Long Island College Hospital en Brooklyn. Esta enterrado en el Holy Cross Cemetery, Nueva York. El día del funeral, los muelles de Brooklyn suspendieron todas sus operaciones.
El nieto de Anastasio, John Scotto, hijo del sucesor en el control de los muelles Anthony Scotto, se convirtió luego en un informante del Departamento de Policía de Los Ángeles entre 1993 y 1996. La nieta de Anastasio, Rosanna Scotto, es una presentadora de noticias.